# 小行星9267
小行星9267（9267 Lokrume）是一颗围绕太阳公转的小行星。1978年9月2日，克拉斯-英格瓦·拉格爾科維斯特在拉西拉天文台发现了此天体。
这颗小行星的绝对星等为212.0371692440484等。